# Escudo de Zambia
El escudo de armas de Zambia fue aprobado el 24 de octubre de 1964 cuando la República de Zambia alcanzó su independencia. Es una modificación de las antiguas armas de la Colonia Británica de Rodesia del Norte, creadas en 1927.

## Características
El escudo de Zambia está compuesto por un campo de color sable negro con seis ondas de argén blanco, colocadas en palo (verticalmente). 
Sobre el escudo aparecen representados un pico y una azada bajo un águila de oro, con sus alas extendidas.
El escudo está sujeto por dos figuras (tenantes o soportes) que representan a dos ciudadanos de Zambia, un varón y una mujer.
Bajo el escudo aparece representado el suelo de sínople (verde), una torreta del elevador de un pozo minero, una mazorca y una cebra.
En la parte inferior del escudo, escrito en una cinta, puede leerse el lema nacional: “One Zambia, One Nation” («Una Zambia, Una Nación»).

## Significados
El escudo propiamente dicho representa el agua de color blanco de las Cataratas Victoria sobre las rocas negras. El color negro también simboliza la población africana y sus vínculos con el río Zambezi que da nombre al país.
El águila es el símbolo de la libertad y la esperanza en el futuro de la nación. 
El pico y la azada representan la industria minera y la agricultura del país. 
La torreta del pozo minero, la mazorca y la cebra son los símbolos de los recursos mineros, agrícolas y naturales de Zambia.

## Escudos históricos

Escudo de Rodesia del Norte (1923-1953)
Escudo de la Federación de Rodesia y Nyasalandia (1953-1963)